# Viola guatemalensis
Viola guatemalensis är en violväxtart som beskrevs av Wilhelm Becker. Viola guatemalensis ingår i släktet violer, och familjen violväxter. Inga underarter finns listade i Catalogue of Life.